# Red Union
Red Union – serbski zespół punkrockowy z Nowego Sadu, założony w roku 2000.

## Muzycy

### Obecny skład
- Daško Milinović
- Ljubomir Babić
- Nenad Gucunja
- Nebojša Ćato

### Byli członkowie
- Miloš Aleksić

## Dyskografia

### Albumy studyjne
- Rebel Anthems (2003)
- Black Box Recorder (2006)
- Rats and Snakes (2011)

### Single
- Loaded Gun (2002)
- Final Score (2005)
- Underground Anthems (2009)
- Rats and Snakes picture disc (2011)